# Кук, Джулиан
Джулиан Аарон Кук (7 октября 1916 — 19 июня 1990) — офицер воздушно-десантных войск США, полковник, получивший наибольшую известность командованием 3-м батальоном 504-го парашютного полка 82-й воздушно-десантной дивизии в ходе операции «Маркет Гарден» во время Второй мировой войны. Выпускник Военной академии США в Вест-Пойнте (1940), участник десантных операций союзников в Сицилии, Салерно и Анцио.

## Военная карьера
Джулиан Аарон Кук родился в Маунт-Холли, штат Вермонт, 7 октября 1916 года, в семье коммерсанта Нельсона Пингрея Кука и его супруги Оноры, урожденной Галлахер, гражданки Великобритании. Семья сначала обосновалась в Англии, но затем переехала в родной для супруга Вермонт. В семье родились сыновья, всем были даны имена, начинавшиеся на букву J — John, Joseph, Jerome, Jermyn, последним в 1916 году родился Джулиан — Julian. По окончании школы Джулиан поступил в Военную академию США в Вест-Пойнте, окончил ее в 1940 году в звании второго лейтенанта. В 1942 году Джулиан «Джо» Кук добровольно присоединился к воздушно-десантным войскам США, став офицером 504-го парашютного полка («Blue Devils») 82-й воздушно-десантной дивизии.
В должности адъютанта полка Кук впервые принял участие в боевых действиях во время операции «Хаски» — высадке англо-американских сил на Сицилии в июле 1943 года. В сентябре того же года последовала высадка союзников у Салерно. 504-й полк в боях в Италии понёс столь значительные потери, что потребовалось значительное время на пополнение его новобранцами и боевоe слаживание, в результате полк не был готов к моменту начала высадки в Нормандии и не принимал участия в начальной стадии боевых действий во Франции. В Англии Джулиан Кук получил звание майора и принял командование 3-м батальоном полка. Находясь в Англии, Джулиан Кук также использовал шанс познакомиться с семьёй своей матери, а с одним из своих племянников, сержантом из состава XXX британского корпуса Гарри Галлахером, ему позднее довелось встретиться в ходе операции «Маркет-Гарден» под Арнемом

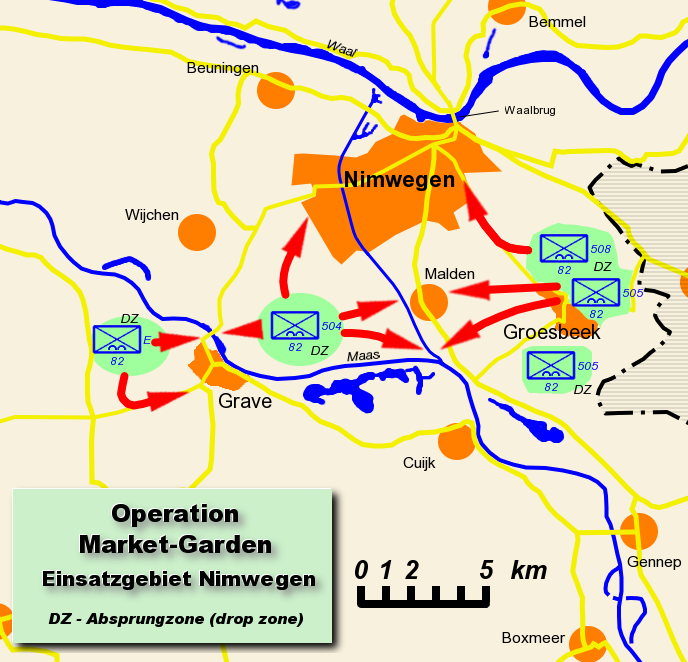
Зоны высадки 82-й дивизии у Неймегена

17 сентября 1944 года майор Кук в составе 82-й воздушно-десантной дивизии высадился в Нидерландах, в окрестностях города Неймеген, около канала Маас — Ваал. 504-й полк высадился к северу и югу от города Граве, чтобы в составе 82-й дивизии захватить 5 критически важных для успеха операции Маркет Гарден мостов — мост Граве, мосты через канал Маас — Ваал, а также железнодорожный и наиболее важный автомобильный мост через реку Ваал около Неймегена. Но в результате задержки 508-го полка с продвижением от места высадки к мосту через Ваал в Неймегене, первым к нему от Арнема прибыли немецкие части. Союзники опасались, что мост будет немедленно взорван, но фельдмаршал Модель считал, что тот может быть полезен при немецком контрнаступлении и задержал его подрыв. Попытка наступления к мосту англо-американских войск через Неймеген 19 сентября увязла на улицах города.
В 21-15 19 сентября командир 82-й дивизии бригадный генерал Гэвин приказал командиру 3-батальона 504-го полка Куку переправиться через реку Ваал и пробиться к северным оконечностям железнодорожного и автомобильного мостов, чтобы изолировать немецкие войска на северном берегу в Неймегене. Попытки найти необходимые плавсредства в окрестностях не увенчались успехом. Необходимые лёгкие десантные парусиновые лодки были найдены в тыловых частях XXX-го британского корпуса в Бельгии, но их подвоз затянулся из-за продолжавшихся боевых действий вдоль единственного шоссе, по которому наступали союзники. Переправа неоднократно откладывалась, шанса воспользоваться темнотой в ночное время не осталось. В итоге переправа началась лишь в 15-00 20 сентября, попытка поставить дымовую завесу не удалась из-за сильного ветра. Лодки с десантниками попали под сильный огонь немцев, вёсел не хватало для всех, и часть десантников использовало в их качестве свои винтовки. По словам Кука, он, будучи набожным католиком, начал вслух читать молитву Аве Мария, придавая хоть какую-то надежду свои солдатам и задавая темп гребли. Громкая молитва также помогала солдатам на других лодках, из-за взрывов терявших ориентацию, понять нужное направление. Из 26 лодок на противоположный берег в двух километрах ниже по течению от моста Ваал смогли добраться лишь 16, остальные были разбиты огнём артиллерии и пулемётов противника. Организовав помощь на берегу раненым и добиравшимся вплавь десантникам из разбитых лодок, Кук отправил лодки за следующей партией.
В заслугу Куку были отнесены грамотные действия после переправы, он каждый раз перегруппировывал своих людей для новой тактической задачи, захватывая один рубеж обороны за другим. Сначала была захвачена северная оконечность железнодорожного моста. Уже в сумерках десантники Кука начали пробиваться к автомобильному мосту, когда, к неожиданности для них, около 300 немецких солдат вышли на его людей с поднятыми руками. За этот бой майор Кук был представлен к награждению Крестом «За выдающиеся заслуги», в наградном листе отмечалось его самоотверженное и грамотное руководство операцией: «Тщательность майора Кука в осуществлении быстрой реорганизации и консолидации после захвата каждой промежуточной цели сыграла важную роль в успехе всей операции. Вдохновляющее руководство майора Кука, личная храбрость и ревностная преданность долгу являются примером высочайших традиций вооруженных сил Соединённых Штатов и приносят большую честь ему, 82-й воздушно-десантной дивизии и армии Соединенных Штатов».
Всего в ходе переправы и штурма двух мостов 3-й батальон Кука и приданные ему сапёры потеряли 89 человек убитыми и 151 ранеными. К большому разочарованию и даже гневу американских десантников, оказалось, что за захватом переправ не последовало немедленное продвижение танков XXX-го корпуса на помощь британским десантникам в Арнеме. Кук и его люди полагали, что своей самоубийственной дневной переправой через Ваал они помогают 1-й британской воздушно-десантной дивизии. Узнав, что атака на Арнем задерживается, многие с горечью отмечали, что и их переправу и штурм мостов можно было отложить до ночи.
По итогам Голландской кампании Джулиан Кук получил звание подполковника. Он не менее отважно воевал и в дальнейшем, командовал своим батальоном во время Арденнского контрнаступления немцев в боях вокруг Труа-Пон, Шено и Херресбаха, а затем в наступлении на территорию Германии в конце войны, получив звание полковника. По окончании войны в знак заслуг перед Нидерландами Джулиан Кук был посвящён в рыцари королевой Вильгельминой, получив Военный орден Вильгельма.
Джулиан Кук продолжил службу в армии США, в 1953 году был прикомандирован в качестве офицера связи при штабе французских войск в ходе войны в Индокитае. Уволился из армии в 1968 году. Джулиан Кук умер в Колумбии, Южная Каролина, 19 июня 1990 года. Похоронен на кладбище Pleasant View, округ Ладлоу в штате Вермонт.

## Награды и знаки отличия
- Крест «За выдающиеся заслуги»
- Бронзовая звезда
- Орден «Легион почёта» (легионер)
- Пурпурное сердце (трижды)
- Военный орден Вильгельма (рыцарь)

## Мемориалы и освещение в литературе и кино
В 1974 году вышла книга Корнелиуса Райана «Мост слишком далеко», посвящённая операции Маркет-Гарден, в которой ярко были описаны действия Джулиана Кука при захвате моста через реку Ваал. В 1976 году вышла экранизация книги Райана, снятая режиссёром Ричардом Аттенборо. Роль Джулиана Кука в фильме сыграл актёр Роберт Редфорд. Джулиан Кук был активно вовлечён в процесс подготовки съёмок фильма в качестве консультанта. Руководитель одной из организаций ветеранов войны в Нидерландах, занимавшийся размещением Кука и его семьи во время съёмок и премьерных мероприятий, получил от него в подарок немецкий пистолет Walther P-38, захваченный в ходе тех боёв, и подписанную копию книги «Мост слишком далеко».
Именем Джулиана Кука был назван жилой комплекс на улице Тео Доббестраат в Неймегене, 22 сентября 2022 года на комплексе была установлена мемориальная доска в честь Джулиана Аарона Кука и американских десантников, захвативших мост через Ваал во время Второй мировой войны.

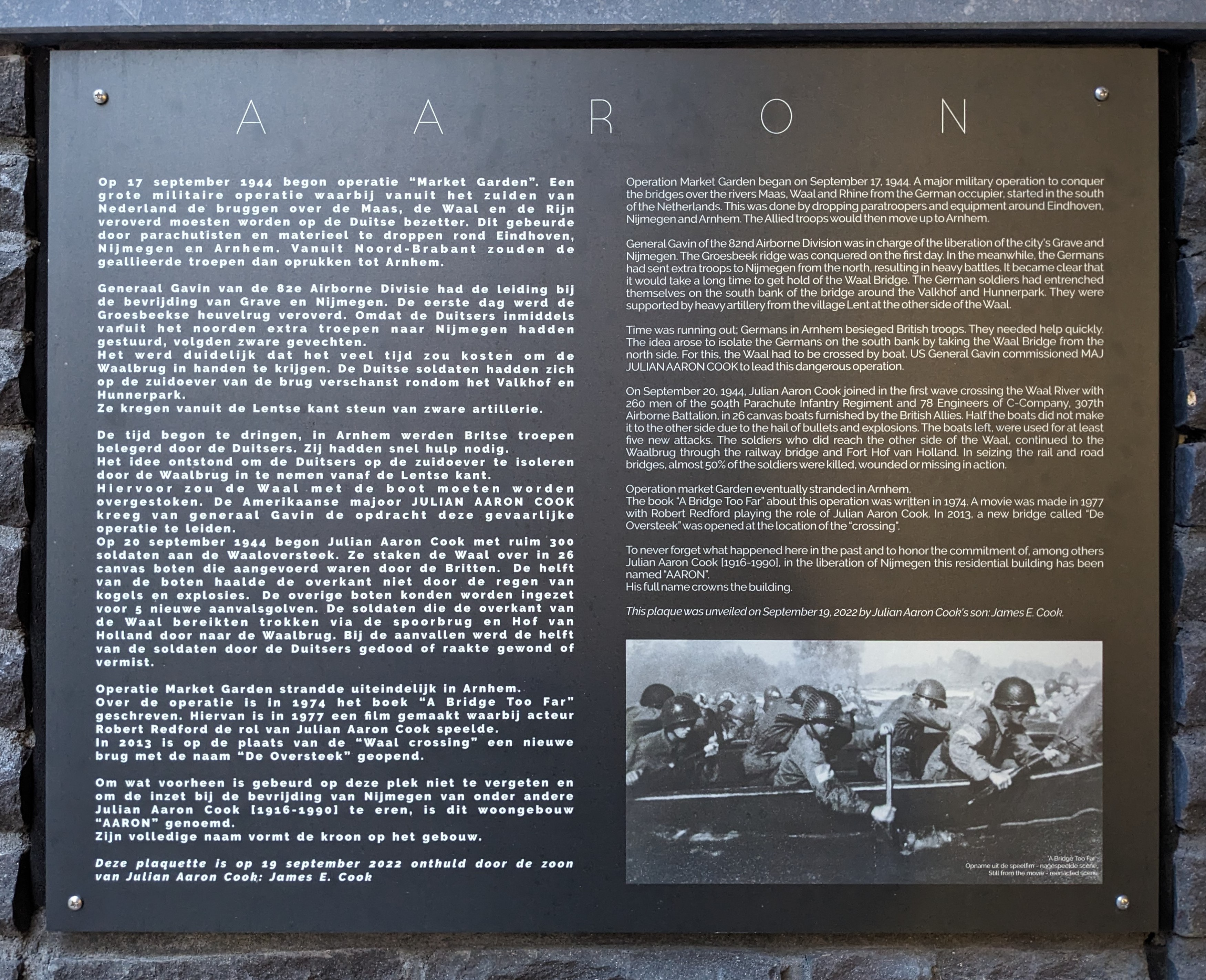
Мемориальная табличка на стене комплекса
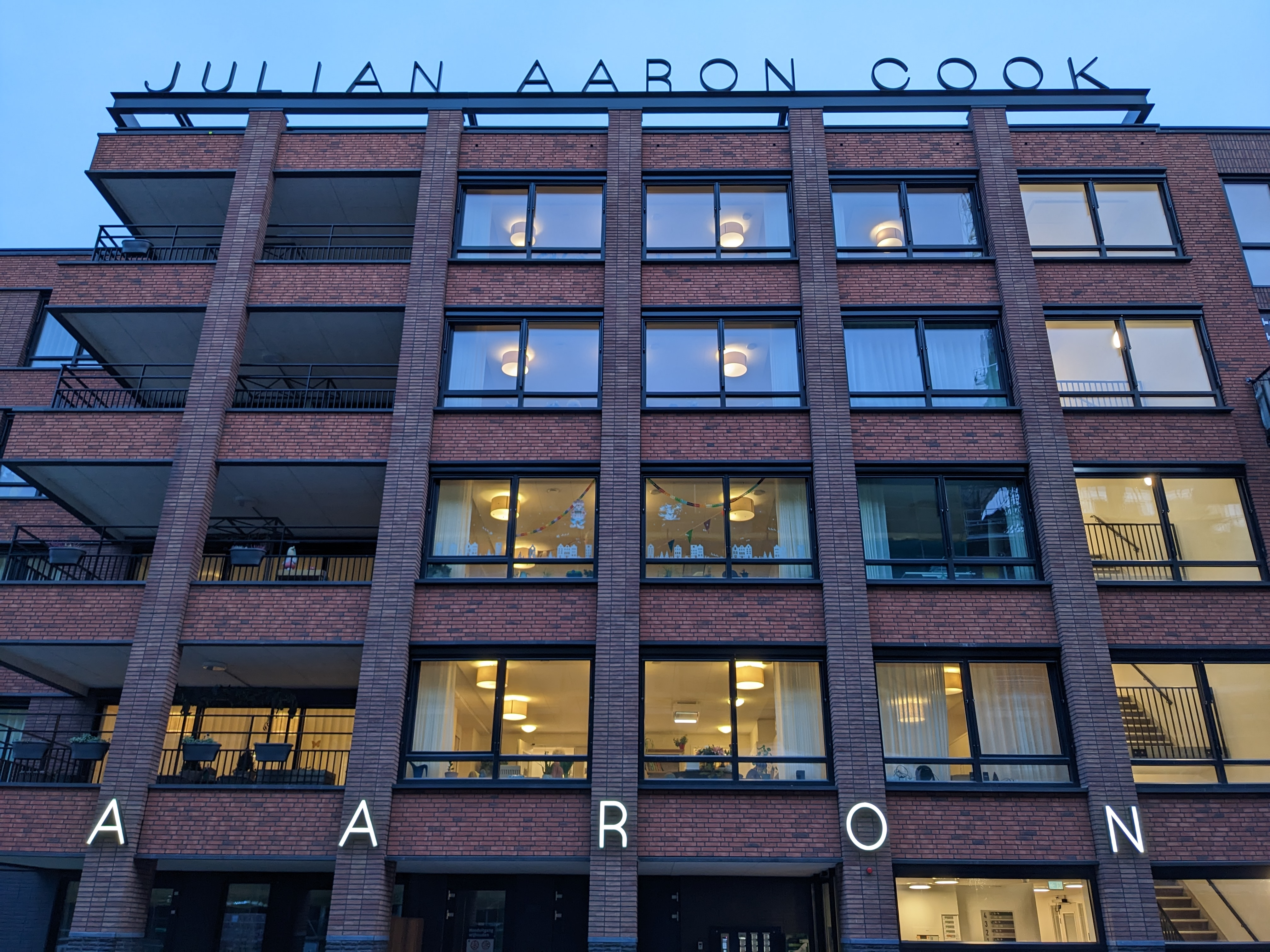
Общий вид жилого комплекса Аарон с именем Джулиана Аарона Кука